# قورباغه درختی قهوه‌ای جنوبی
قورباغه درختی قهوه‌ای جنوبی (نام علمی: Litoria ewingii) نام یک گونه از سرده قورباغه درختی استرالیایی است.